# 1036
Het jaar 1036 is het 36e jaar in de 11e eeuw volgens de christelijke jaartelling.

## Gebeurtenissen
- Zomer - Een Arabisch expeditieleger valt Sicilië binnen en neemt Palermo in. Maar de Arabieren slagen er niet in het eiland volledig te veroveren (waarschijnlijke datum).
- 22 augustus - Ramiro I van Aragon huwt met Gilberga van Comminges.
- Eduard de Belijder doet een vergeefse poging het koningschap in Engeland te veroveren, en moet weer vluchten naar Normandië.
- De heropbouw van de Dom van Mainz komt tot een einde.
- De latere keizer Hendrik III van Duitsland trouwt met Gunhilde van Denemarken.
- Voor het eerst genoemd: Coevorden, Delden, Ottergem, Petegem-aan-de-Leie, Vlekkem

## Opvolging
- graafschap Guînes: Rudolf I opgevolgd door zijn zoon Eustaas I
- bisdom Halberstadt: Branthog opgevolgd door Burchard van Nabburg
- Japan: Go-Ichijo opgevolgd door zijn broer Go-Suzaku
- aartsbisdom Keulen: Pilgrim opgevolgd door Herman II
- graafschap Maine: Herbert I opgevolgd door zijn zoon Hugo IV
- prinsbisdom Paderborn: Meinwerk opgevolgd door Rotho

## Overleden
- 5 februari - Aelfred, Engels prins
- 13 april - Herbert I, graaf van Maine (1014-1036)
- 15 mei - Go-Ichijo (27), keizer van Japan (1016-1036)
- 30 mei - Rudolf I, graaf van Guînes
- 5 juni - Meinwerk (~60), bisschop van Paderborn (1009-1036)
- 5 juni - Otto van Hammerstein, Duits edelman
- 25 juni - Pilgrim, aartsbisschop van Keulen (1021-1036)
- Abu Nasr Mansur (~76), Perzisch wiskundige
- Baoshengdadi (58), vergoddelijkt Chinees geneeskundige
- Yeshe-Ö (~77), koning van Guge